# Черняк Сергій Володимирович (диригент)
Сергі́й Володи́мирович Черня́к (19 червня 1973, Кременець,[джерело?] Україна) —— український диригент.

## Життєпис
Сергій Черняк народився 19 червня 1973 року в місті Кременці Тернопільської області.[джерело?]
У 1988—1992 роках навчався у Тернопільському обласному державному музичному училищі імені Соломії Крушельницької на відділі духових та ударних інструментів по класу валторни, викладач — Б. Процак. Протягом цих років також працював артистом муніципального духового оркестру «Галицькі сурми».[джерело?]
{{У 1992—1997 роках навчався у Вищому музичному інституті імені Лисенка у Львові на кафедрі оперно-симфонічного диригування у класі професора Юрія Луціва та доцента З. Остафійчук.}}

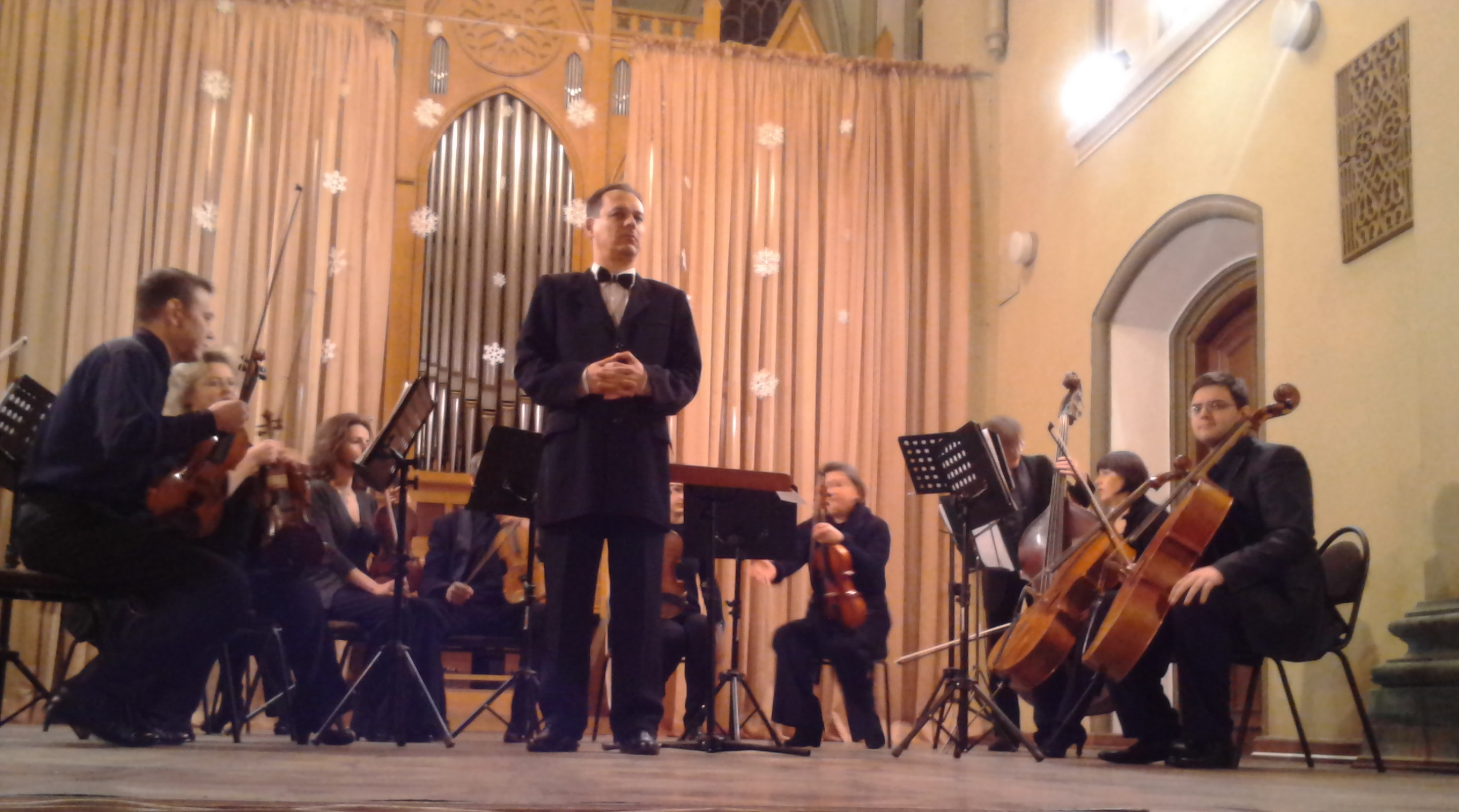
Сергій Черняк — диригент Академічного камерного оркестру Рівненської обласної філармонії, грудень 2016 року.

Під час навчання у виші в 1995—1997 роках працював художнім керівником та диригентом учнівського симфонічного оркестру Львівської спеціалізованої музичної школи-інтернату, а також диригентом, та суфлером Оперної студії ВДМІ ім. Лисенка. За успіхи в навчанні удостоєний стипендії Львівської обласної ради, як найкращому студенту факультету (імені М. Колесси).
Після закінчення Львівської національної музичної академії імені Миколи Лисенка стажувався у Національній опері України під керівництвом Івана Гамкала. Під час стажування працював суфлером оперної трупи театру, а також викладачем Київського державного вищого музичного училища імені Р. М. Глієра, концертмейстером Київського Національного університету культури та мистецтв, а також головним адміністратором Київського муніципального камерного хору «Хрещатик».
У 2001 році запрошений на посаду художнього керівника та диригента камерного оркестру Тернопільської обласної філармонії.
З 2001 по 2008 роки працював викладачем і диригентом студентського симфонічного оркестру Тернопільського музичного училища та художнім керівником і диригентом студентського камерного оркестру інституту культури та мистецтв Тернопільського національного педагогічного університету імені Володимира Гнатюка.
З 2008 по 2014 рік — диригент Академічного симфонічного оркестру Луганської обласної філармонії та художній керівник і головний диригент Оперної студії інституту культури та мистецтв Луганського національного університету імені Тараса Шевченка, а також викладач і диригент студентського естрадно-симфонічного оркестру вище згаданого вишу.
У 2014—2015 роках — художній керівник і головний диригент камерного оркестру Тернопільської обласної філармонії.
У 2015 — 2017 роках  — художній керівник і головний диригент Академічного камерного оркестру Рівненської обласної філармонії.
У червні 2017 виграв конкурс на посаду головного диригента Івано-Франківської обласної філармонії. 
З травня 2024 року член редакційної ради художньо-аналітичного альманаху «Кременецький культурний контекст».